# Мемориал музыкантам «Титаника»
Мемориал музыкантам «Титаника» расположен в Саутгемптоне, Великобритания. Он посвящён оркестру «Титаника», погибшему в полном составе при крушении корабля 15 апреля 1912 года.

## История
Мемориал музыкантам «Титаника» был открыт мэром Саутгемптона 19 апреля 1913 года. Он представлял из себя табличку, на которой были высечены изображение скорбящей женщины и айсберга. По бокам рельефа были указаны имена погибших: Уоллес Хартли (руководитель, скрипач), Роджер Брикукс (виолончель), Теодор Брейли (фортепиано), Джон Вудворд (виолончель), Джон Кларк (альт), Джон Хьюм (скрипка), Перси Тейлор (фортепиано) и Жорж Кринс (скрипка). Мемориал располагался рядом со старой библиотекой Саутгемптона. В 1940 году, во время бомбардировки города Люфтваффе, библиотека с памятником были уничтожены. 7 марта 1990 года состоялось открытие копии уничтоженного памятника музыкантам. На церемонии присутствовали последние из выживших пассажиров лайнера: Эдит Браун, Миллвина Дин, Бертрам Дин и Ева Харт.